# Cmentarz Benicki
Cmentarz Benicki (cz. Benický hřbitov) – cmentarz położony w stolicy Czech w dzielnicy Praga 10 (Benice) przy ulicy K Lipanům.

## Historia
Cmentarz Benicki jest najmniejszą nekropolią w stolicy Czech, zajmuje obszar 34 x 19 metrów. W 2015 znajdowały się tam 62 groby i rośnie kilka pomnikowych lip.